# Erisma uncinatum
Espèce
Synonymes
Selon Tropicos (30 mai 2022) et GBIF (30 mai 2022) :
- Erisma pulverulentum Warm.

Erisma uncinatum, le Jaboti, est une espèce de plantes à fleurs de la famille des Vochysiaceae. C'est un arbre présent en Amérique du Sud.

## Noms vernaculaires et usuels
Erisma uncinatum est connu en Guyane sous les noms de Jaboty (Portugais), Manhuntu kwali (Aluku), Singrikwari (Saramaka), Manoti-kwali (Paramaka) , Man' Onti-Kouali, Manonti kouali, Feli kouali, Kokopaie, Leteballibelero, Singrie kwarie.
Ailleurs, on l'appelle :
- au Brésil Cedrinho[8], Quarubarana[9], Quaruba, Quaruba de flores roxas (Lecointe), Jaboty da terra firme (Pará), Bruto (Maranhão)[10], Cambará (Rondônia)[11],
- au Guyana Prumaye[12], Pramaye,
- au Suriname Singri-kwarrie[10],
- au Venezuela Daujen, Moreillo, Mureillo, Naiyek (Arekuna), Salado, Salado morado[13].

## Description
Erisma uncinatum est un grand arbre haut de 30(40) m, avec une large cime globuleuse.
Son tronc atteignant jusqu'à 1,6 m de diamètre, porte des contreforts raides, épais et non ramifiés.
Les jeunes branches sont anguleuses couvertes d'un tomentum gris, devenant une écorce rugueuse, s'écaillant en plaques irrégulières, longues et étroites.
Son bois est blanc, modérément lourd (densité : 0,75 g/cm3), tendre, à texture moyenne, à grain inversé, moyennement résistant et peu durable.
Les rameaux, pétioles, le dessous des feuilles et les inflorescences sont densément couvert de poils étoilés grisâtres.
Ses feuilles sont simples, opposées ou verticillées par 3 ou 4.
Le pétiole est glabre mesurant 8-14(20) mm de long, avec autour de sa base, des stipules persistantes, subulées, longues de 1 à 2 mm, et à base incrassée (épaissie).
Le limbe mesurant (10)11-16(24) x (4,5)5-7,5(8) cm, est de forme largement lancéolée, obovale ou elliptique-oblongue, à base cunéiforme, à apex arrondi, obtus ou apiculé, à marges lisses, coriace, glabre et luisant sur la face supérieure et courtement tomenteux sur la face inférieure.
On compte 4-7(-10) paires de nervures secondaires apparentes sur les deux faces, formant un angle de 40-70° par rapport à la nervure médiane, recourbées vers le haut près de la marge, et pas de nervure marginale.
Les inflorescences terminales sont des cymes (cincinni long de 1-3,5 cm) ou panicules longs de 8 à 16 cm, à (1)2-5 fleurs.
Les axes sont densément pileux gris-violet.
Les bractées sont caduques, de forme oblongue-elliptique à ovale, arrondie ou obtuse pour celles externes (linéaire pour celles internes), mesurent environ  (3)5-7 x (3)8-10 mm, et ne couvrent pas les boutons floraux sous-tendus.
Les bractéoles sont caduques, non pédonculées, de forme linéaire à subulée, mesurant 0,4–1,7 × 0,1–0,3 mm.
Les pédoncules sont longs de 4-5 mm.
Les pédicelles sont longs d'environ 1 mm (1-2 mm lors de la fructification).
Les fleurs bleues sont pédicellées.
Le tube du calice ) est souvent violacé, long de 3,5–11 mm à l'anthèse.
Il est composé de sépales à indumentum blanchâtre ou violet, portant un éperon unciné (nettement incurvé vers l'intérieur), comprimé, arrondi à l'apex, souvent plus gros que le bouton floral (3,2–4 × (2)2,5–4 mm hypanthe compris).
Les pétales sont pubescents ou glabres, de couleur bleue à violacée, à base souvent blanche et avec une ligne blanche au milieu, mesurant environ 10 × 10 mm.
Les étamines sont glabres.
Les anthères sont brunes, longues de 1,2–1,5 x 1,2–1,5 mm.
On compte généralement 0-4 staminodes alternisépales, filiformes, longs de 0,5-1,5 mm, parfois fourchus ou en paires sériées.
Le style glabre à moitié inférieure poilue, mesure jusqu'à 7 mm de long.
Le stigmate est vert.
Ses fruits sont des samares : ovoïdes, coriaces, indéhiscents, nettement côtelés-subcarénés, mesurant environ 1,5(2) × 1 cm, ils sont complètement entouré du calice fructifère élargi, à 4 lobes, allongés, coriaces, en forme d'ailes inégales, de couleur verte et bleue à violette, fortement nervurées : le plus grand oblong de 4-7(15) x 1,3-3 cm, le deuxième plus grand elliptique de 2,5-3 x 1-1,5 cm, et 2 autres ovales de 1 × 0,8 cm.
Chacun contient 1-2 graine(s) linéaire(s), non ailée(s), à germination cryptocotylaire.
Les plantules portent des stipules aciculaires longs d'environ 2 mm, , , ,,.

## Répartition
Erisma uncinatum est présent dans le bassin amazonien et les Guyanes : Venezuela (Delta Amacuro, Bolívar, Amazonas), Brésil (particulièrement fréquent en Amazonas), Guyana, Suriname, Guyane, Colombie, et Pérou.

## Écologie
Erisma uncinatum est un grand arbre de canopée émergent, héliophile à sciaphile, à feuillage persistant, xérophyte sélectif, secondaire, caractéristique et exclusif de la forêt amazonienne de terre ferme, où il est présent avec une fréquence modérée et avec une dispersion discontinue et très irrégulière sur toute sa vaste aire de répartition : occasionnel à plutôt commun très dispersé au Suriname, et en Guyane, dans les forêts anciennes de terre ferme (non inondées).
On le rencontre préférentiellement dans les forêts anciennes et secondaires des hautes terres (pentes et sommet des reliefs), sur des sols argileux ou caillouteux, mais bien drainé et généralement de fertilité naturelle moyenne, au Venezuela dans les forêts sempervirentes autour de 200–500 md'altitude.
Dans son aire de répartition, on l'a vu fleurir en juil.-nov., et fructifier en septembre, janvier.
Il fleurit en septembre-novembre en Guyane (d'août à octobre au Brésil, et en novembre-décembre dans la réserve forestière d'Imataca), et fructifie de février à avril en Guyane et au Brésil.
Les fleurs sont pollinisées par les abeilles (Anthophoridae et Apidae) dans la réserve forestière d'Imataca (frontière Bolívar/Delta Amacuro, Venezuela). Le rapport pollen/ovule est élevé.
Les caractéristiques morphologiques de ses fleurs, indiquent une stratégie de fertilisation croisée prédominante.
Il produit chaque année une quantité modérée de graines viables, dispersées par le vent sur de courtes distances (anémochorie).
La structure des populations d’Erisma uncinatum a été étudiée dans la forêt nationale de Tapajós (Pará).

### Culture
Pour des plantations, il est préférable de semer directement les fruits d’Erisma uncinatum (ramassés au sol après la chute ou récoltés sur l'arbre lorsqu'ils commencent à tomber spontanément), car l'extraction de la vraie graine est assez difficile. 1 kg de fruits contient environ 550 graines.
Pour la production de semis, il convient de placer les fruits, dès leur récolte, à l'ombre, sur un substrat organo-sableux, de les recouvrir d'une couche de 1 cm de substrat tamisé et de arroser deux fois par jour. La levée se produit en 40 à 60 jours et le taux de germination est généralement inférieur à 50 %.
La croissance de son diamètre a été étudiée.
Le modèle "Spurr" (non linéarisé) permet d'estimer la croissance de Erisma uncinatum son volume total de bois, le volume des échanges, avec et sans écorce dans le nord du Mato Grosso (Brésil).

## Usage
Erisma uncinatum produit une floraison spectaculaire lui offrant un potentiel ornemental dans les aménagements paysagers. Il est aussi indiqué pour la reforestation diversifiée des zones dégradées.
Erisma uncinatum produit un bois d'œuvre commercialement très important dans le nord-est de l'État de Bolívar (Venezuela).
Au Brésil, ce bois est utilisé en intérieur dans la construction (planches, caisses, contreplaqué, structures de meubles, manches d'outil, jouets, cadres...) et comme bois de chauffe et pour le charbon de bois.
Les propriétés physiques et mécaniques de son bois ont été évaluéesen Guyane,, et au Brésil.
Il peut être utilisé pour fabriquer du lamellé collé ou des panneaux d'aggloméré.
On a évalué son rendement en bois scié (42,05 %) à Nova Maringá (Mato Grosso), et son amélioration par l'utilisation des résidus de son bois.
On a étudié la structure des fibres de son bois, et la variabilité de ses propriétés physiques et mécaniques selon son origine au Rondônia.

La sciure d’Erisma uncinatum présente des propriétés d'adsorption sur des métaux lourds comme le  chrome III (de préférence à pH : 4,0) : la sciure de bois traitée avec de l'hydroxyde de sodium et de l'acide citrique à raison de 2,5 g/200 mL de solution 18 mg.L-1, a la capacité d'éliminer jusqu'à 1,01 mg.g-1 de chrome III.
La poudre de sciure de bois d’Erisma uncinatum permet d'éliminer par adsorption le bleu de méthylène à une concentration de 0,025 g/L dans les effluents textiles industriels : le meilleur résultat d'élimination de colorant (88,56%) a été observé pendant 5 minutes à 45 °C et à pH 11.

L'huile servirait à fabriquer du savon au Brésil.

## Protologue
En 1875, le botaniste Warming propose le protologue suivant : 
« 4. ERISMA UNCINATUM  Warm, ramulis et foliis praeter paginam superiorem glabram nitidam tenuiter, inflorescentia cum calycibus dense et igitur intensius cano-adpresso-stellato-pilosis; foliis oppositis v. verticillatis, petiolo breviusculo, stipulis haud persistentibus et basibus haud ut in E. violacea latissimis fere in annulum confluentibus ; lamina oblongo-elliptica v. elongato-obovata, apice rotundata in acumen subangustum nunc brevissimum obtusum abrupte contracta, basi acutiuscula v. acuta in petiolum attenuata; costis secundariis utrinque c. 8—10 subtus prominentibus rectiusculis v. imprimis apice ultimo arcuatis, reliquis tenuissimis fere obsoletis ; panicula ampla multiflora, floribus fere sessilibus; lacinia calycis prima et quinta minoribus late ovatis, secunda et tertia fere aequilongis, ovato-oblongis, obtusis ; calcare valde uncinato incurvo, obtuso, compresso, pedicellum pluries superante.

An Erisma pulverulenta Poeppig?
„ Arbor 60—80-pedalis et major" (Riedel). Hamuli teretes, ad apices internodiorum compressi v. obtuse quadri-angulati, opaci, et ut folia pagina superiore excepta pulverulente pilosi, canescentes, ad 5 mm. crassi ; internodia 5—7 cm. Ig. Petioi.us 10—13 mm. Ig., basi incrassatus. Stipilae subulatae, c. 2 mm. Ig. Lamina 12—17 cm. Ig., 5 — 8 cm. It. Costae secundariae sub angulo 70—80°, v. superiores sub angulo acutiore patentes; tertiariae transversales et reliquae tenuissimae fere plane obsolelae, supra quoque haud prominulae. Paniculae ramuli compressi v. primarii quadrangulati, lateribus sulcatis. Cicinm ad 5-flori, ad 3 cm. Ig. et ultra. Bracteae laterales cicinnorum late elliptico-ovatae, tenues, concavae, flores amplect elites, c. 4 — 5 mm. Ig ; reliquae Iineares, c. 2 mm. Ig. ; omnes deciduae. Pkduncm.i 5 mm. longi; pedicelli c. 1 mm. Ig. Calvcis laciniae quatuor extus et intus pilosae prima c. 2 mm. Ig., late ovata, subacuta, secunda et tertia oblongo-ovatae, obtusae, ilia c. 4 mm. Ig., haec 5 mm. Ig., quinta c. 2—3 mm. Ig., late ovata, acuminata, quarta postica membranacea, tenuior, irregulariter orbicularis, late repanda. Petalum glabrum , quoad formain haud hene notuni „coeruleum" (ex Riedel). Stamen glabrum. Antherae indoles ei E. calcarati (Link) similis. Stilus basi pilosus; stigma capitatum, papillosum. Ovarium intus pilosum. Fructus ignotus.
E. calcarato (Lk.) maxime affinis, differt iudumento , foliorum forma, calcare. — Hue pertinere videtur etiam specimen a cl. Rob. Schomburgk (n. 1563) ad fluvium Corentyn superiorem Guianae iinglicae lectum, cujus folia minora sunt, magis late-lanceolata, basi in petiolum relatione laminae longiorem subattenuata, apice brevissime v. fere haud in acumen latum emarginatum producta, costis secundariis paucioribus (c. 5) instructa ; calcar ut in E. uncinato. Quum autem specimen unicum mancum mihi tantum praesto sit, nih'l certioris de hac quaestione dicere valeo.

Crescit ad fluvium Amazonum: Poeppig; e. gr. in silvis primaevis ad Borba, Aug. flor. : Riedel. »
— Johannes Eugen Bulow Warming, 1875.